# Nasa venezuelensis
Nasa venezuelensis là một loài thực vật có hoa trong họ Loasaceae. Loài này được (Steyerm.) Weigend mô tả khoa học đầu tiên năm 2006.